# Łatno
Łatno (Duits: Altendorf) is een plaats in het Poolse district  Gryficki, woiwodschap West-Pommeren. De plaats maakt deel uit van de gemeente Brojce en telt 45 inwoners.